# ROMANCE (宮本浩次のアルバム)
『ROMANCE』（ロマンス）は、宮本浩次のカバーアルバム。
2020年11月18日にユニバーサル ミュージック ジャパンから発売された。
2020年度芸術選奨文部科学大臣賞（大衆芸能部門）受賞作。

## 概要
2020年3月4日リリースの初のソロアルバム『宮本、独歩。』に次ぐ2枚目のアルバム。
2020年11月24日発表のオリコン週間アルバムチャート（11月30日付）で1位を獲得。宮本にとっては初のオリコン1位獲得となった。このほかオリコン週間デジタルアルバムチャート（12月7日付）、Billboard JAPANのHot Albums（11月30日付）、Top Album Sales（11月30日付）、Download Albums（12月7日付）でも1位を獲得している。
2020年度芸術選奨文部科学大臣賞（大衆芸能部門）受賞作。

## 制作の背景
2019年より本格的なソロ活動を開始し、2020年3月4日には初のソロアルバム『宮本、独歩。』をリリースした宮本だが、2019新型コロナウイルス感染拡大の影響を受け、予定していた全国ツアーが中止となった。更に緊急事態宣言が発令される中、宮本は自身の仕事場で1日1曲以上を弾き語りでカバーする日々を続けた。
元々カバー・アルバムをリリースする計画はあったものの、既に2019年11月にレコーディング済みの「あなた」と「恋人がサンタクロース」以外は歌う楽曲は決まっていなかった。そこで宮本は「昭和の歌謡曲」に着目し、自身が生まれた1966年からエレファントカシマシとしてメジャーデビューした1988年までの間の曲で気になった曲を150曲聞き、その中から30曲以上を緊急事態宣言期間中に1日1曲以上のペースで弾き語りでカバーした。
緊急事態宣言解除後にこれらの音源を宮本から託された小林武史は1週間後に約10曲分のアレンジを完成させ、それを基にアルバムを完成させた。。

## 音楽性
収録曲12曲の全曲が女性歌手の楽曲であり、宮本はオリジナルに最大限の敬意を払い、一曲一曲を歌い込めることに努めた。
また、宮本が「大好きな曲」と公言する「赤いスイートピー」のアレンジは蔦谷好位置が担当している。
小坂明子は「あなた」のカバーについて、「60人以上にカバーされていますが、彼のは鳥肌が立ちました。間違いなくナンバーワンだと思います。今までの方は私の原曲を意識しすぎていらしたのですが、まったくもって自分自身の「あなた」にされていました。カバーアルバムの1曲目に「あなた」を選んでいただいたのも光栄です」と語っている。

## アートワーク・パッケージ
2020年10月12日にジャケットアートワークが発表された。アートワークは吉田ユニが手掛けている。

## ミュージックビデオ
発売日の2020年11月18日に「異邦人」、12月9日に「あなた」のミュージックビデオが宮本の公式YouTubeチャンネルで公開された。いずれも宮本のソロデビュー曲「冬の花」のミュージックビデオを手掛けた児玉裕一が監督を務めた。「異邦人」ではレコーディングを担当したバンドメンバーである小林(Key)、名越由貴夫(G)、キタダマキ(B)、玉田豊夢(Dr)も出演する。

## リリース
通常盤(UMCK-1676)のほか、初回限定盤(UMCK-7089)と、受注生産限定となるアナログ盤(PROS-7032/3)がリリースされる。
初回限定盤はスリーブケース仕様で、ボーナスCD「宮本浩次弾き語りデモ at 作業場」とブックレット（28ページ）が同梱される。ボーナスCDは全6曲収録で、うち5曲はボーナスCDのみの収録となる。
アナログ盤（2021年1月27日発売）は重量盤2枚組で、ダブルジャケット仕様。ユニバーサルミュージックのオンラインショップ「UNIVERSAL MUSIC STORE」と、アミューズのオンラインショップ「A!SMART」にて2020年11月14日から11月27日まで注文を受付けた。

## 収録曲

### CD（通常盤・初回限定盤）
| #         | タイトル                             | 作詞         | 作曲         | 時間  |
| --------- | ------------------------------------ | ------------ | ------------ | ----- |
| 1.        | 「あなた」                           | 小坂明子     | 小坂明子     | 4:49  |
| 2.        | 「異邦人」                           | 久保田早紀   | 久保田早紀   | 4:15  |
| 3.        | 「二人でお酒を」                     | 山上路夫     | 平尾昌晃     | 3:32  |
| 4.        | 「化粧」                             | 中島みゆき   | 中島みゆき   | 5:21  |
| 5.        | 「ロマンス」                         | 阿久悠       | 筒美京平     | 3:32  |
| 6.        | 「赤いスイートピー」                 | 松本隆       | 呉田軽穂     | 3:37  |
| 7.        | 「木綿のハンカチーフ -ROMANCE mix-」 | 松本隆       | 筒美京平     | 4:10  |
| 8.        | 「喝采」                             | 吉田旺       | 中村泰士     | 3:34  |
| 9.        | 「ジョニィへの伝言」                 | 阿久悠       | 都倉俊一     | 3:47  |
| 10.       | 「白いパラソル」                     | 松本隆       | 財津和夫     | 4:03  |
| 11.       | 「恋人がサンタクロース」             | 松任谷由実   | 松任谷由実   | 4:07  |
| 12.       | 「First Love」                       | 宇多田ヒカル | 宇多田ヒカル | 4:20  |
| 合計時間: | 合計時間:                            | 合計時間:    | 合計時間:    | 49:12 |

| #  | タイトル             | 作詞       | 作曲       | 時間 |
| -- | -------------------- | ---------- | ---------- | ---- |
| 1. | 「September」        | 松本隆     | 林哲司     | 3:57 |
| 2. | 「思秋期」           | 阿久悠     | 三木たかし | 4:08 |
| 3. | 「私は泣いています」 | りりィ     | りりィ     | 3:27 |
| 4. | 「あばよ」           | 中島みゆき | 中島みゆき | 3:15 |
| 5. | 「二人でお酒を」     | 山上路夫   | 平尾昌晃   | 3:34 |
| 6. | 「翼をください」     | 山上路夫   | 村井邦彦   | 2:40 |

### アナログ（受注生産限定盤）
| #  | タイトル         | 作詞 | 作曲・編曲 |
| -- | ---------------- | ---- | ---------- |
| 1. | 「あなた」       |      |            |
| 2. | 「異邦人」       |      |            |
| 3. | 「二人でお酒を」 |      |            |

| #  | タイトル             | 作詞 | 作曲・編曲 |
| -- | -------------------- | ---- | ---------- |
| 1. | 「化粧」             |      |            |
| 2. | 「ロマンス」         |      |            |
| 3. | 「赤いスイートピー」 |      |            |

| #  | タイトル                             | 作詞 | 作曲・編曲 |
| -- | ------------------------------------ | ---- | ---------- |
| 1. | 「木綿のハンカチーフ -ROMANCE mix-」 |      |            |
| 2. | 「喝采」                             |      |            |
| 3. | 「ジョニィへの伝言」                 |      |            |

| #  | タイトル                 | 作詞 | 作曲・編曲 |
| -- | ------------------------ | ---- | ---------- |
| 1. | 「白いパラソル」         |      |            |
| 2. | 「恋人がサンタクロース」 |      |            |
| 3. | 「First Love」           |      |            |

## 参加ミュージシャン
プロデュース：小林武史、蔦谷好位置(#6)
ピアノ・キーボード＆ベース(#11)：小林武史
ピアノ＆キーボード：蔦谷好位置(#6)
ギター：名越由貴夫（#7および#12を除く）、宮本浩次(#12)
ベース：キタダマキ(#1-5,#8-10)
ドラム：河村"カースケ"智康(#1,3,4,9)、玉田豊夢(#2,5,7,8,10)、あらきゆうこ(mi-gu)(#11)
ストリングス：四家卯大ストリングス(#2,4,7-11)、門脇大輔ストリングス(#6)